# 髙田三郎
髙田 三郎（たかた さぶろう、1913年（大正2年）12月18日 - 2000年（平成12年）10月22日）は、日本の作曲家、指揮者。合唱曲を中心に作曲を行ったほか、自作を中心に指揮者としても活躍した。日本のカトリック教会で歌われる典礼聖歌を作曲したことでも知られる。
名字は「高田」ではなく「髙田」（いわゆるはしご髙）が正式な表記である。

## 生涯
愛知県名古屋市に生まれる。愛知県第一中学校（現：愛知県立旭丘高等学校）を経て、武蔵野音楽学校（現：武蔵野音楽大学）師範科で呉泰次郎に和声法を師事する。次いで東京音楽学校（現：東京藝術大学）の本科作曲部を1939年に卒業し、さらに同校研究科作曲部、同校聴講科指揮部で学んだ。この間に信時潔、クラウス・プリングスハイム、ヘルムート・フェルマー、マンフレート・グルリットらに作曲を、福井直俊にピアノを師事する。この頃の作品として、管弦楽曲『山形民謡によるファンタジーと二重フーゲ』（1941年。後、『山形民謡によるバラード』と改題）や、歌曲『風のうたった歌』（1942年）がある。この2曲はほどなくして出版され、今日までしばしば再演される作品となった。また、副科でホルンを習得し、1940年の紀元二千六百年奉祝管弦楽団にはホルン奏者として加わっている。
1948年に平尾貴四男、安部幸明、貴島清彦とともに作曲団体「地人会」を結成する。西洋および日本の音楽の伝統を尊重しつつも、安易に「輸出用音楽や虚偽の民族性」（髙田三郎「地人会はどう進んできたか」『音楽芸術』1953年4月号による。ここでは外国人受けや、民族主義の高揚を軽々しく狙った作品を指すのだろう）によりかからない態度を表明した。この会の活動は1955年まで続き、高田はここで『ヴァイオリンとピアノのための奏鳴曲』や『チェロとピアノのための小奏鳴曲』などを発表する。同年（1955年）、詩人と作曲家、声楽家による団体「蜂の会」の結成に参加した。ここで初演されたものに男声合唱組曲『海』などがある。この頃を境に声楽、特に合唱作品へ力を注ぐようになった。
NHKから芸術祭のために合唱曲を委嘱されたことを機に詩人高野喜久雄と出会った彼は、その委嘱作品『わたしの願い』（1961年）を皮切りに、合唱組曲『水のいのち』（1964年）、『ひたすらな道』（1976年 - 1967年）、『内なる遠さ』（1978年）、『確かなものを』（1987年）、歌曲集『ひとりの対話』（1965年 - 1971年）を作曲した。とりわけ『水のいのち』は、混声版、女声版、男声版合わせて200刷を突破するほどに多くの人に歌われ、今日に至るまで日本における合唱楽譜の売上の上位にありつづけている。
一方、指揮では戦後しばらくまで放送などで活動していたものの、やがて自作のみに限定し、録音や合唱団の客演指揮で活躍した。厳しい指導で知られていたが、その演奏に対しては「日本の合唱曲の演奏はすべて自分が一番よい」とする木下保が、「髙田三郎の曲だけは、彼が自分でやった方がいい」と述べたというエピソードがある。髙田の指導を受けた合唱指揮者は数多く、さまざまなかたちで彼の作品演奏に尽力した。1993年から彼の作品個展演奏会「リヒト・クライス」の主宰にあたっている鈴木茂明、男声合唱版のない合唱曲について、それへの編曲を行った須賀敬一や今井邦男、「髙田三郎合唱作品全集」をスタートさせた辻正行などが挙げられる。これら弟子によってアレンジされた男声合唱版は、指導にもあたっていた東海メールクワィアーの男声合唱版制作シリーズによって開花し、2006年10月8日に大分IICHIKO芸術文化センターで行われた第17回日本男声合唱協会演奏会にて『心の四季』が320人により演奏された。指揮は須賀敬一。
最晩年まで作曲、指揮活動を続け、室内楽曲『五つの民族旋律』（1977年）の管弦楽編曲の完成を前に死去し、トーマス・マイヤー＝フィービッヒが残りを完成させた。遺作は『神のみわざがこの人に』である。

## クリスチャンとして
幼少から近所のプロテスタント教会に通う。1953年、40歳のときに洗礼を受け、カトリックの信徒となる。霊名ヨゼフ・ダヴィド。
第2バチカン公会議（1962年 - 1965年）で成立した典礼憲章 (Sacrosanctum Concilium) に基づき、それまでラテン語で行われていたミサが各国語で行われることになった。それに伴い、日本カトリック司教団からの依頼で典礼聖歌作曲に着手した。グレゴリオ聖歌や日本古来の旋律など種々の技法研究を踏まえて、「ミサは全部神のことばで出来ている。だから間違った解釈で作曲してはならない」と、自身の信仰を問いながら、晩年に至るまで220曲あまりの典礼聖歌を作曲した。
1992年には「典礼聖歌の作曲を通して日本の風土への典礼の浸透に尽力した」として、バチカンより聖シルベストロ教皇騎士団勲章を授与された。1997年には日本エキュメニカル協会から「エキュメニカル功労者賞」を受賞している。

## 主な作品

### 舞台作品
- 蒼き狼（井上靖による）

### 管弦楽曲
- 山形民謡によるバラード（弦楽四重奏版、オルガン独奏版もある）
- ヴァイオリンと管弦楽のための譚詩曲
- 狂詩曲第1番、第2番
- 五つの民族旋律（未完）

### 室内楽曲・独奏曲
- ピアノ奏鳴曲第1番、第2番
- 八重奏曲（クラリネット、ファゴット、コルネット、トロンボーン、ホルン、ヴァイオリン、チェロ、コントラバス）
- ピアノのための前奏曲集
- ヴァイオリンとピアノのための奏鳴曲
- チェロとピアノのための小奏鳴曲
- 弦楽四重奏のための組曲「マリオネット」
- オルガンのための「Meditatio」
- 五つの民族旋律（ヴァイオリン、フルート、ピアノ。他にピアノ独奏版などがある）
- 木管五重奏のための組曲（通常の木管五重奏の編成と異なって、ホルンを欠き、クラリネットが2本使用される）

### 声楽・合唱曲
括弧内は作詩（作歌）者。
- 風のうたった歌（立原道造）
- 海と山の歌（三好達治、神保光太郎）
- 立原道造の詩による4つの歌曲
- 啄木短歌集（石川啄木）
- 男声合唱組曲「季節と足跡」（北川冬彦）
- 前奏曲抄（野上彰）
- 雅楽の旋法による聖母讃歌
- 混声/女声合唱曲「わたしの願い」（高野喜久雄）
- パリ旅情（深尾須磨子）
- ソプラノ、バリトン、ナレーター、合唱と管弦楽のための「無声慟哭」（宮沢賢治）
- 混声/女声/男声合唱組曲「水のいのち」（高野喜久雄）
- 混声/女声合唱組曲「心の四季」（吉野弘）
- 混声合唱曲「心象スケッチ」（宮沢賢治）
- 混声合唱曲「稲作挿話」（宮沢賢治）
- 女声合唱組曲「雛の春秋」（村上博子）
- 混声合唱組曲「橋上の人」（鮎川信夫）
- 歌曲集「ひとりの対話」（高野喜久雄）
- 女声合唱組曲「遙かな歩み」（村上博子）
- 男声合唱組曲「戦旅」（伊藤桂一）
- 混声/女声/男声合唱組曲「ひたすらな道」（高野喜久雄）
- 混声/女声合唱組曲「内なる遠さ」（高野喜久雄）
- 混声/女声合唱組曲「イザヤの預言」（詞：旧約聖書『イザヤ書』）
- 女声/混声/男声合唱組曲「この地上」（高野喜久雄）
- 預言書による「争いと平和」（詞：旧約聖書の預言書）
- 男声合唱組曲「野分」（井上靖）
- ヨハネによる福音（詞：新約聖書『ヨハネによる福音書』）
- 混声三部/混声四部/女声三部合唱組曲「確かなものを」（高野喜久雄）
- 残照（井上靖）
- 友情のうた（西条八十）第17回NHK全国学校音楽コンクール中学校の部課題曲B
- ともだちの歌（勝承夫）第26回同中学校の部課題曲
- 冬・風連湖（岩間芳樹）第46回同高等学校の部課題曲

#### 校歌・校友歌
括弧内は作詞者。
- 東京都立第二新制高等学校校歌「第二校歌」（村野四郎）
- 小平市立花小金井南中学校校歌（小出義人）
- 島根県立松江北高等学校校歌（土岐善麿）
- 横浜市立桜丘高等学校校歌（福田正夫）
- 千葉県立東葛飾高等学校校歌（榊原克重）
- 水戸市立赤塚中学校校歌（北川冬彦）
- 駒場東邦中学校・高等学校校歌（北川冬彦）
- 古河市立古河第三中学校校歌（伊藤桂一）
- 田園調布雙葉学園歌（阪本越郎）
- 東京都立大泉高等学校校友の歌（伊藤静）
- 埼玉県立いずみ高等学校　旧埼玉県立与野農工高等学校校歌（野上彰）
- 秋田市立御野場中学校校歌（吉野弘）

### 著作
- 『くいなは飛ばずに』音楽之友社、1988年
- 『典礼聖歌を作曲して』オリエンス宗教研究所、1992年
- 『来し方』音楽之友社、1996年
- 『ひたすらないのち』河合楽器製作所出版事業部、2001年